# Jeremy K.B. Kinsman
Jeremy K.B. Kinsman (* 28. Januar 1942 in Montreal, Québec) ist ein ehemaliger kanadischer Botschafter.

## Leben
Kinsman studierte bis 1959 am Lower Canada College. 1963 absolvierte er die Princeton University und 1965 das Institut d’études politiques de Paris.
Er trat 1966 in den auswärtigen Dienst. 1968 war er bei der EU in Brüssel akkreditiert.
Während seiner Zeit in Moskau war er bei den Regierungen von Aserbaidschan, Georgien, Kasachstan, Kirgisistan, Belarus, Armenien, Tadschikistan, Turkmenistan und Usbekistan akkreditiert.
Später war er bei den Regierungen in Rom, Tirana und Valletta akkreditiert.
Jeremy K.B. Kinsman wurde 2006 in den Ruhestand versetzt.
| Vorgänger            | Amt                                                          | Nachfolger           |
| -------------------- | ------------------------------------------------------------ | -------------------- |
| Michael T. Mace      | kanadischer Botschafter in Baku 19. Dezember 1992 bis 1993   | Michael Richard Bell |
| —                    | kanadischer Botschafter in Tiflis 19. Dezember 1992 bis 1993 | Michael Richard Bell |
| Michael Richard Bell | kanadischer Botschafter in Moskau 27. August 1992 bis 1996   | Anne Leahy           |
| —                    | kanadischer Botschafter in Astana 23. November 1994 bis 1996 | Richard Mann         |

| Vorgänger            | Amt                                                             | Nachfolger        |
| -------------------- | --------------------------------------------------------------- | ----------------- |
| Michael Richard Bell | kanadischer Botschafter in Bischkek 25. November 1994 bis 199   | Gerald R. Skinner |
| Michael Richard Bell | kanadischer Botschafter in Minsk 25. November 1994 bis 1999     | Anne Leahy        |
| Anne Leahy           | kanadischer Botschafter in Jerewan 25. November 1994 bis 1999   | Rodney Irwin      |
| Michael Richard Bell | kanadischer Botschafter in Duschanbe 25. November 1994 bis 1999 | Gerald R. Skinner |

| Vorgänger            | Amt                                                                     | Nachfolger      |
| -------------------- | ----------------------------------------------------------------------- | --------------- |
| —                    | kanadischer Botschafter in Asgabat 25. November 1994 bis 1999           | Michael T. Mace |
| —                    | kanadischer Botschafter in Taschkent 25. November 1994 bis 1999         | Anne Leahy      |
| de Montigny Marchand | kanadischer Botschafter in Rom 1996 bis 13. Oktober 2000                | Robert Fowler   |
| de Montigny Marchand | kanadischer Botschafter in Valletta 11. September 1996 bis Oktober 2000 | Robert Fowler   |

| Vorgänger          | Amt                                                                        | Nachfolger               |
| ------------------ | -------------------------------------------------------------------------- | ------------------------ |
| Bissett Irwin      | kanadischer Botschafter in Tirana 19. März 1999                            | Robert Fowler (diplomat) |
| Roy MacLaren       | kanadischer High Commissioner in London 2000 bis 2002                      | Mel Cappe                |
| James K. Bartleman | kanadischer Botschafter bei der Europäischen Union 1. August 2002 bis 2006 | Ross Hornby              |